# Ribeira de Aboinha

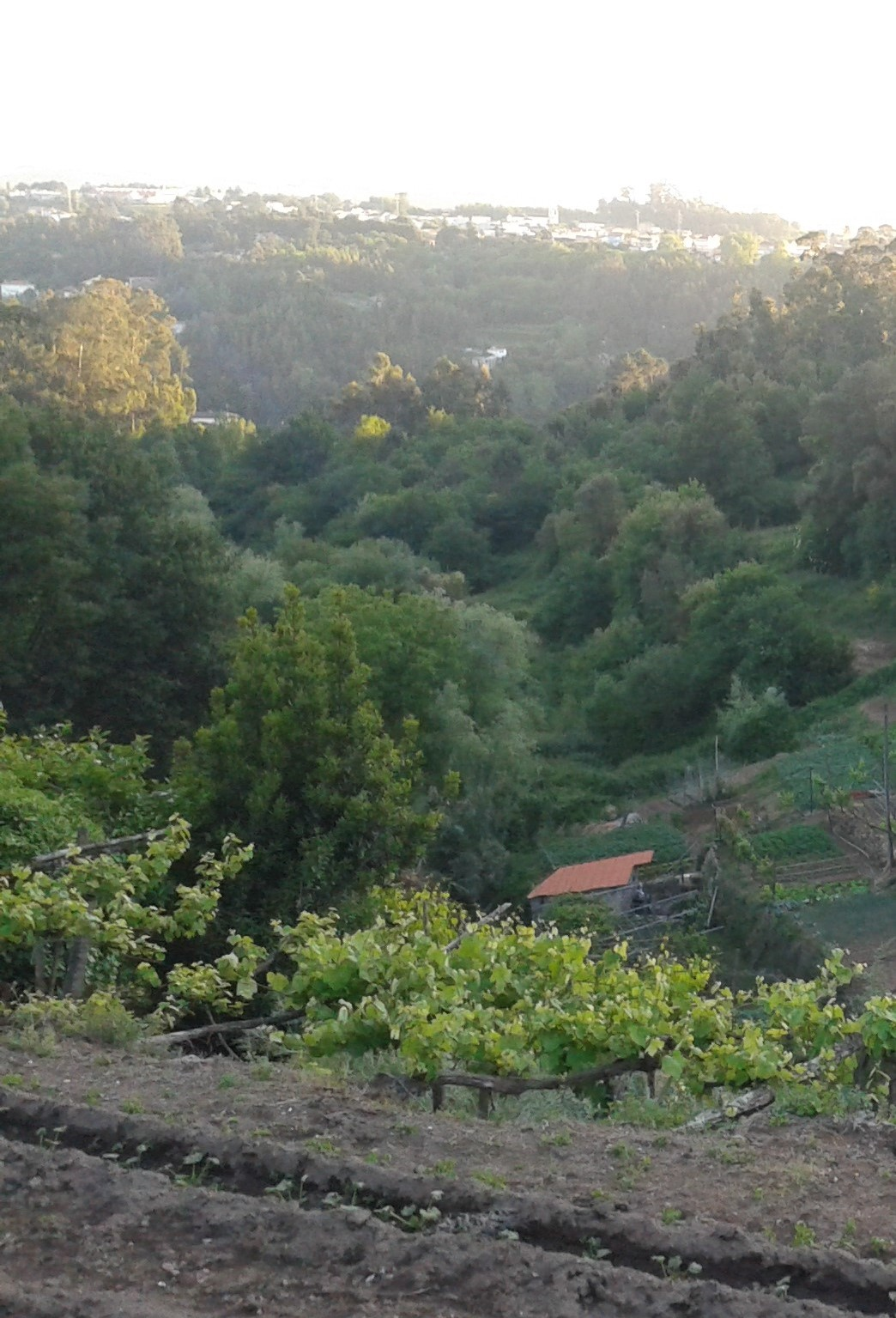
A encosta da Ribeira de Aboinha, com os seus tradicionais moinhos de rodizio harmoniosamente enlaçados e integrados na paisagem, uma mancha florestal que constitui um verdadeiro "pulmão" do concelho de Gondomar, com uma vista magnífica sobre o rio Douro. A imagem mostra a parte final do percurso da ribeira entre o lugar de S. Jumil e a sua foz no rio Douro. Um vale magnífico com a sua ribeira, outrora ladeada de campos agrícolas, vinhas, árvores de fruto, e com as suas gentes.

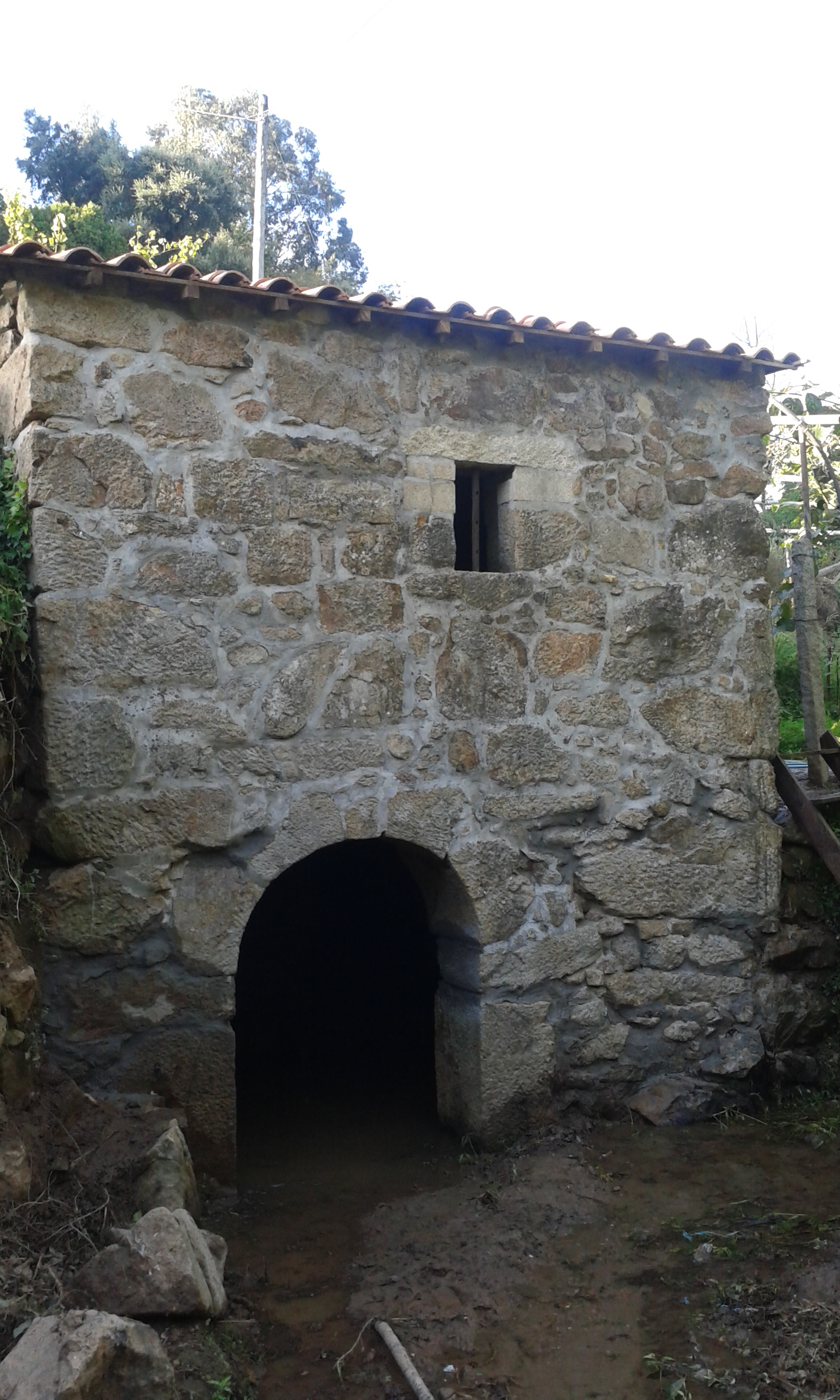
A imagem mostra um dos cerca de catorze moinhos de rodizio da Ribeira de Aboinha, com a sua estrutura exterior perfeitamente recuperada, e a sua “inferna” ou “canal de fuga” em arco de volta perfeita virada para a ribeira. Uma estrutura em tudo semelhante com a dos restantes moinhos construídos nas margens desta belíssima ribeira. «“Este é um património do lugar de São Jumil e da freguesia de S. Cosme que se encontra esquecido no tempo e perdido nas memórias, e que deve ser a todo o custo divulgado e preservado, um património desconhecido da maioria da população e porventura das entidades públicas e privadas locais, que faz parte da história da freguesia, das suas gentes, da sua cultura, do seu passado, e da evolução da paisagem, e que representa um marco histórico e cultural da evolução do mundo e das enormes transformações e mudanças ocorridas na sociedade ao longo dos séculos. Com vários séculos de existência, estes moinhos representam os métodos e as técnicas de construção utilizadas na época. Característicos das zonas rurais e marcadamente representativos do quotidiano das aldeias e do modo de vida das suas gentes, do trabalho árduo, das necessidades e da aspereza da vida, os moinhos representam o engenho e arte do povo na utilização dos recursos naturais disponíveis, ultrapassando desafios e duros obstáculos na construção e utilização destes engenhos. Exemplo bem explícito do quotidiano árduo e laborioso das gentes é sem dúvida a arte do moleiro, o homem que zelava pelo funcionamento do moinho e pela moagem dos cereais. Por outro lado, oferecem-nos uma valiosa fonte de saber que nos permite compreender o modo de fabrico do pão, um elemento essencial na alimentação das populações, a sua importância na vivência dos nossos antepassados, e a extrema relevância da agricultura, do cultivo dos cereais, e do aproveitamento dos recursos naturais das águas dos rios e ribeiras…É por isso urgente planear a recuperação e salvaguarda deste importante património histórico e cultural, tornando as nossas raízes mais fortes com o passado, harmoniosamente enlaçadas no presente e no futuro. É extremamente necessário o empenho da câmara municipal, da junta de freguesia, das entidades locais, e da população, no concretizar de um projeto ambicioso que contemple a recuperação dos moinhos de água da ribeira de Aboinha”, (SANTOS, Dr. Jorge Manuel Ferreira Dos: “Os Moinhos da Ribeira de Aboinha”, Gondomar, 2017).»

A Ribeira de Aboinha é um afluente do rio Douro e tem uma extensão de aproximadamente 3 a 4 km. Nasce no lugar de Ramalde (confluência do rio Carreiro e Passagem de Baixo), passa no lugar de Aguiar, S. Jumil e Pedregal e desagua no rio Douro no lugar de Aboinha, na freguesia de S. Cosme, do Município de Gondomar junto à Av.ª Clube dos Caçadores, ao km 4.7 da estrada nacional n.º 108; 
Desde a sua nascente vai serpenteando por campos agrícolas, terminado o seu curso numa descida acentuada por um vale íngreme e profundo ladeado de campos agrícolas e mata. As suas margens constituídas por pedras de granito de grandes dimensões formam muros que em alguns locais chegam a ter vários metros de altura. Possui várias represas outrora utilizadas para rega dos campos agrícolas e onde se formam pequenas quedas de água com cerca de 3 a 4 metros de altura, bem como um túnel de cerca de 25 a 30 metros de comprimento construído com pedras de granito e cuja conclusão data de 1848; A biodiversidade da zona envolvente à ribeira destaca-se pelas variadíssimas espécies de aves que vivem e ali constroem os seus ninhos, pelas nascentes e espécies de anfíbios, e pelas diversificadas espécies arbóreas que constituem aquele magnífico ecossistema; 
A Ribeira de Aboinha foi esplendorosamente descrita pelo natural daquela freguesia, Professor Dr. Camilo de Oliveira – “Ribeira de Aboinha – Nasce no lugar de Ramalde, da freguesia de S. Cosme, passa pelo lugar de São Gemil e desagua no Douro no lugar de Aboinha. É também fértil em enguia, escalo, boga, truta, e a ruivaca"; 
Junto às suas margens possui ainda um vasto conjunto (cerca de 14) de tradicionais moinhos de água ou rodizio, atualmente quase todos em ruinas, também eles documentados e mencionados pelo Professor Dr. Camilo de Oliveira – “A jusante da presa há um tanque (lavadouro público) com água da mina. Todas estas correntes de água ou quási todas foram e ainda hoje algumas são aproveitadas para moagem. E assim há moinhos de cereais: Um no lugar de Aguiar; outro em S. Gemil; outro em Ramalde; dois no Taralhão; outro em Ponte Real e três na Azenha.” 